# Amastigogonus tasmanianus
Amastigogonus tasmanianus är en mångfotingart som beskrevs av Henri W. Brölemann 1913. Amastigogonus tasmanianus ingår i släktet Amastigogonus och familjen Iulomorphidae. Inga underarter finns listade i Catalogue of Life.